# Charles-François Houbigant
Charles-François Houbigant (* 1686 in Paris; † 31. Oktober 1783 ebenda) war ein französischer Priester der Kongregation Oratoire de France. Er ist bekannt als Bibelwissenschaftler und Orientalist.

## Leben
Houbigant war der Sohn von Guillaume Houbigant, einem Mercier-Kaufmann (Gilde der Kurzwarenhändler) von Paris (Sohn eines Tuchwäschers aus Avilly, in der Nähe von Senlis), und von Geneviève Collement (Colman, Tochter eines Antoine Collement, eines Pariser Kaufmannes, bei welchem Guillaume Lehrling gewesen war). Er erhielt seine Ausbildung am Collège Louis-le-Grand (der Jesuiten), dann, für Philosophie, am Collège de Juilly der Oratorianer. Zurück in Paris trat er am 31. Oktober 1704 der Congrégation de l’Oratoire bei. Er studierte in der Folge zunächst Humanités in Juilly, Rhetorik in Marseille (ab 1715), dann erneut Philosophie in Soissons. Um 1720 verfasste er die Traité des études (Abhandlung über Studien) für die Novizenlehrer (professeurs novices), die damals nicht gedruckt, aber in mehreren Exemplaren kopiert (1736 retuschiert) und in den Oratoriumskollegien verteilt wurde.
1722 ernannte ihn R.P. (Pater) Pierre-François d’Arerez de la Tour, der Superieur General der Congregation, zum Conférencier im Seminar Saint-Magloire. Um sich auf diese verantwortungsvolle Aufgabe vorzubereiten, zog er sich einige Zeit in das Séminaire Notre-Dame-des-Vertus-lès-Paris (in Aubervilliers) zurück. Dort zog er sich jedoch eine schwere Krankheit zu, die ihn komplett ertauben ließ und zwang den Posten aufzugeben. Er entschied sich daraufhin, sich ganz dem Studium der Heiligen Schrift zu widmen.
Er lernte Hebräisch bei François Masclef (mit dem er sich persönlich verbunden fühlte), dem Autor einer neuen, höchst umstrittenen Methode zum Erlernen dieser Sprache, welche die spät von den Massoreten eingeführten Vokalpunkte abschaffte. Im Jahr 1732 veröffentlichte er seine hebräischen Wurzeln ohne Vokalisation (Racines hébraïques sans points-voyelles), eine lexikalische Ergänzung zu Masclefs hebräischer Grammatik (Grammaire hébraïque, mit einer langen Einleitung über die neue Natur und Nutzlosigkeit von Vokalpunkten). Anschließend machte er sich daran, eine Gesamtausgabe der Hebräischen Bibel zu erstellen. Da es unter den Druckern keine unpunktierten hebräischen Schriftzeichen gab, erteilte die Congregation 1741 einen Auftrag an den Kupferstecher und Graveur Pierre-Simon Fournier (d. J.), der drei Schriftarten „nach den schönsten Manuskripten des Königs“ („d’après les plus beaux manuscrits du Roi“) schuf. Im Jahr 1743 gründete Houbigant eine private Druckerei in Avilly (dem Heimatdorf seines Vaters, wo er ein Haus besaß) und druckte das Buch der Psalmen mit der Schriftart Cicéro (hébreu de Cicéro) von Pierre-Simon Fournier. Er fertigte 1748 eine neue, größere Auflage an (rund hundert Exemplare). 1763 veröffentlichte er in Avilly auch einen Band Proverbia, Ecclesiastes, Job, welcher jedoch nur die ersten zehn Kapitel und den Anfang des elften Kapitels des Buches der Sprichwörter enthielt.
Im Jahr 1746 veröffentlichte er Prolégomènes sur l’Écriture Sainte, ein Werk in Latein, welches sich mit dem Problem der Feststellung des authentischen Textes der hebräischen Bibel befasste, die, wie er sagte, an mehreren Stellen aufgrund der Vernachlässigung durch die Abschreiber im Laufe der Jahrhunderte korrupt und unklar sei. Er stellt zunächst Regeln der Textkritik dar, empfiehlt dann den Vergleich und die Einordnung der ältesten Manuskripte und die gleiche Arbeit an anderen Versionen (wie der Septuaginta), die manchmal sogar Aufschluss über hebräische Wörter geben können. Einen wichtigen Platz nimmt der Samaritanische Pentateuch ein, der als 'Originaltext' des Pentateuchs präsentiert wird (in der Tradition von Jean Morin, einem Oratorianer des 17. Jh.). Anschließend behandelte er das gleiche Thema in Form einer Reihe von sechs Dialogen auf Französisch, den Conférences de Metz entre un juif, un protestant et deux docteurs de Sorbonne (Metzer Konferenzen zwischen einem Juden, einem Protestanten und zwei Doktoren der Sorbonne).
Seine hebräische Bibel wurde 1753 und 1754 in Paris unter der Schirmherrschaft der Kongregation des Oratoriums gedruckt. Der Text ist zweispaltig: Das Hebräische entspricht der Van-der-Hooght-Ausgabe von 1705, mit den von Houbigant am Ende jedes Kapitels vorgeschlagenen Korrekturen. Die lateinische Übersetzung in der zweiten Spalte berücksichtigt die vorgeschlagenen Korrekturen. Mehreren Büchern sind Vorworte vorangestellt. Materiell gilt diese Ausgabe als Meisterwerk der Typografie. Sie kostete das Oratorium 40.000 Francs und es wurden nur 500 Exemplare hergestellt. Die lateinische Version, die für die hohe Qualität der Sprache bekannt ist, wurde auch separat veröffentlicht.
Houbigant korrespondierte mit mehreren Engländern und lernte schließlich deren Sprache. Er übersetzte Predigten von Thomas Sherlock, Bischof von London, Thoughts Concerning Natural and Revealed Religion von Duncan Forbes (Lord Culloden) und The Brief and Easy Method for Refuting Deists and Jews von Charles Lesley (auch: Leslie; diese beiden letzten Texte ausführlich kommentiert, Pensées concernant la religion naturelle et révélée, Méthode brève et facile pour réfuter les déistes et les juifs) ins Französische. Er schrieb auch ein Leben des Kardinals Pierre de Bérulle (Gründer der französischen Kongregation des Oratoriums), welches jedoch nie Imprimatur erhielt, weil auch er die Hindernisse hervorhob, welch die Jesuiten der Entstehung der Kongregation in den Weg gelegt hatten (das Manuskript enthält die Einwände der Zensoren und die entschiedenen Antworten von Houbigant). Er druckte in seiner privaten Druckerei einen 103 Seiten umfassenden Text mit dem Titel „Einleitung“ („Introduction“, anscheinend zu einem geplanten Werk mit dem Titel „Geist des Alten Testaments“ – Esprit de l’Ancien Testament), in dem er die von einigen Kirchenvätern vertretene These der Präexistenz der Seele Jesu Christi unterstützt.
Im Jahr 1772 begründete er eine Stiftung von hundert Livres aus seinem Besitz, um eine Mädchenschule in Avilly zu gründen, wo er ein Haus hatte, für das er die Ordnung verfasste und druckte. Er wurde über 97 Jahre alt, doch verlor er nach einem Sturz seine geistigen Fähigkeiten.

## Veröffentlichungen
- Racines hébraïques sans points-voyelles, ou Dictionnaire hébraïque par racines (où sont expliqués, suivant les anciens et nouveaux interprètes, tous les mots hébreux et chaldaïques du texte original des Livres Saints). Paris, Cl. Simon et Barth. Alix 1732.
- Psalmi hebraici mendis quam plurimis expurgati. Lugd. Bat. Avilly 1743, in-16.
- Prolegomena in Scripturam Sacram. Paris, chez A.-C. Briasson et L. Durand 1746 (2 vol. in-4).
- Conférences de Metz entre un juif, un protestant et deux docteurs de Sorbonne. Leyden (i.e. Paris?) 1750.
- Biblia Hebraica, cum notis criticis et versione Latina ad notas criticas facta. Accedunt libri Græci qui deutero-canonici vocantur in tres classes distributi. Paris, Briasson et Durand 1753/1754 (4 vol. in-folio).
- Veteris Testamenti versio nova ad hebraicam veritatem facta. Paris, Briasson et Durand 1753 (5 vol. in-8).
- Proverba, Ecclesiastes, Job. Avilly 1763 (28 pages imprimées).
- Examen du Psautier français des RR. PP. Capucins, où l’on prouve 1° qu’ils ne doivent point prendre pour sujet ordinaire des Psaumes les Juifs captifs et maltraités par les Chaldéens, 2° qu'ils donnent une fausse idée de la langue sainte, et qu'ils en violent souvent les règles, Den Haag, Paris, Fr. Didot le Jeune 1764.
- Sermons de M. Sherlock, évêque de Londres, traduits de l’anglais. Lyon, Duplain 1768.
- Ouvrages de feu M. Forbes, lord-président des Assises d’Édimbourg, contenant des pensées sur la religion naturelle et révélée, une lettre à un évêque, et des réflexions sur l’incrédulité, traduits de l’anglais avec des notes. Lyon, Berthoud 1769.
- Ouvrages de M. Lesley contre les déistes et les juifs, avec les défenses, et un traité du jugement particulier et de l’autorité en matière de foi, traduits de l’anglais. Paris, Lottin l’Aîné 1770.